# Max Kaminsky
Max Kaminsky (Brockton, Massachusetts, 7 de septiembre de 1908 - Nueva York, 6 de septiembre de 1994) fue un cornetista, trompetista y director de orquesta estadounidense de jazz.

## Trayectoria

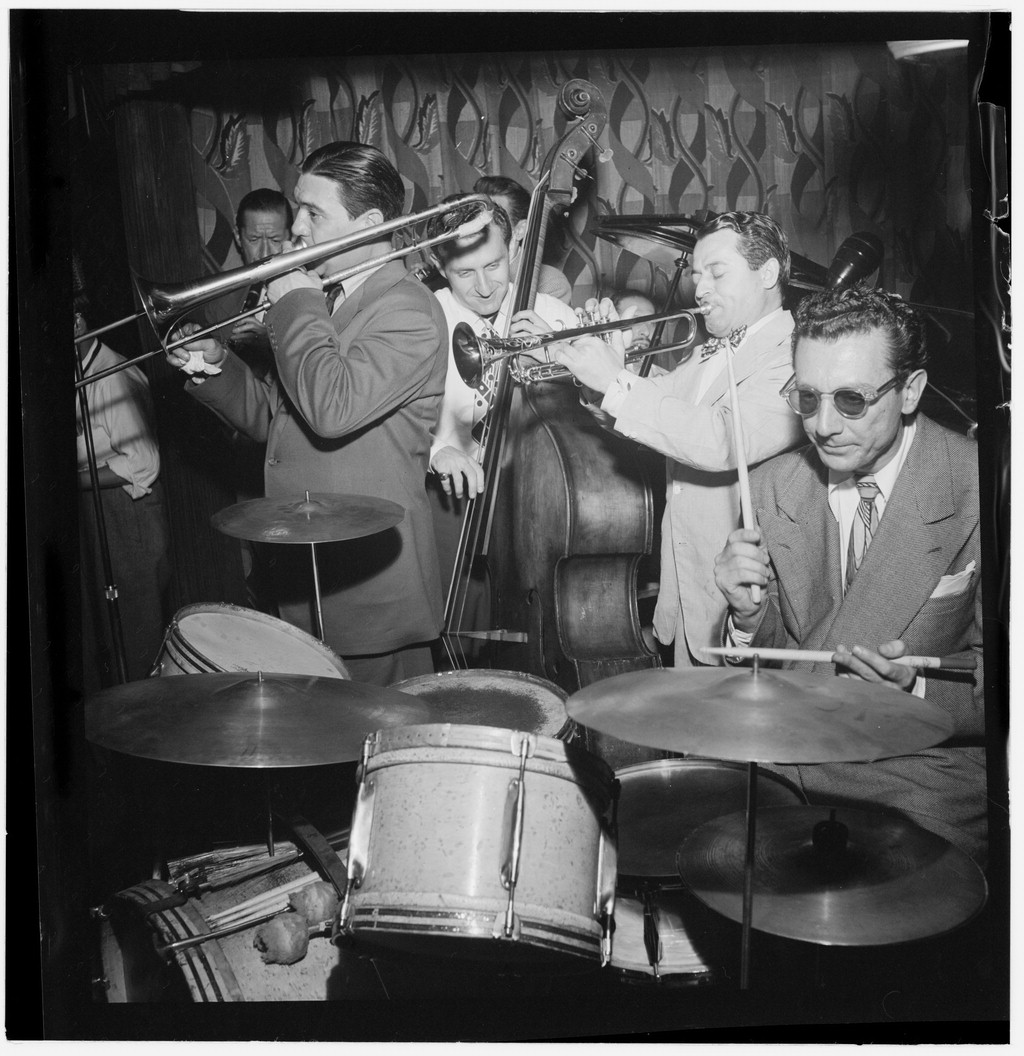
Jack Teagarden, Jack Lesberg y Max Kaminsky

A los doce años ya dirigía, en Boston, una banda juvenil de jazz tradicional, los Six Novelty Syncopators, tocando después en diversas bandas locales, hasta su traslado a Chicago, con veinte años, para tocar con George Wettling. En 1929 tocará con Red Nichols y, desde 1930, trabajará con un gran número de grupos, grabando con músicos como Mezz Mezzrow, Benny Goodman, Eddie Condon o Joe Venuti. En 1936 entra a formar parte de la big band de Tommy Dorsey y, en los años siguientes, colabora con Pee Wee Russell, Willie "The Lion" Smith, Joe Albany y Ray Noble. Después, pasará a ser miembro de las bandas de Artie Shaw y Bud Freeman, ya en la entrada de la década de 1940.
Tras servir en bandas militares durante la gran guerra, organiza su propia big band en 1944, con la que permanece un par de temporadas antes de regresar a los pequeños grupos, con Jack Teagarden y otros. En los años 1950 trabaja con un gran número de bandas, entre ellas las de Earl Hines y el propio Teagarden, con quien forma un equipo estable, hasta bien entrados los años 1960, girando por todo el mundo. Instalado en Nueva York, toca en clubs con Jimmy Ryan o con Eddie Condon hasta casi el día de su muerte.

## Estilo
Aunque suele asimilarse la figura de Kaminsky al estilo dixieland, lo cierto es que fue primer trompeta en las principales big bands del periodo swing, en las que adquirió una especial "autoridad" en el desarrollo de pasajes colectivos. Fue un experto en el uso de la sordina, y su fraseo y sonido estaban claramente influenciados por Louis Armstrong.